# National Iranian South Oil Company
National Iranian Oil South Company (NISOC) er det nationale olie- og gasselskab i Iran. Selskabet har hovedkontor i Ahvaz, og er under kontrol af det iranske oliedepartement.
NIOC blev etableret i 1971, og driver udforskning, produktion, markedsføring og salg af olie og naturgas fra iranske oliefelter.

## References
1. ↑  "Key Executives For National Iranian South Oil Company". Bloomberg.